# Єдиний державний екзамен

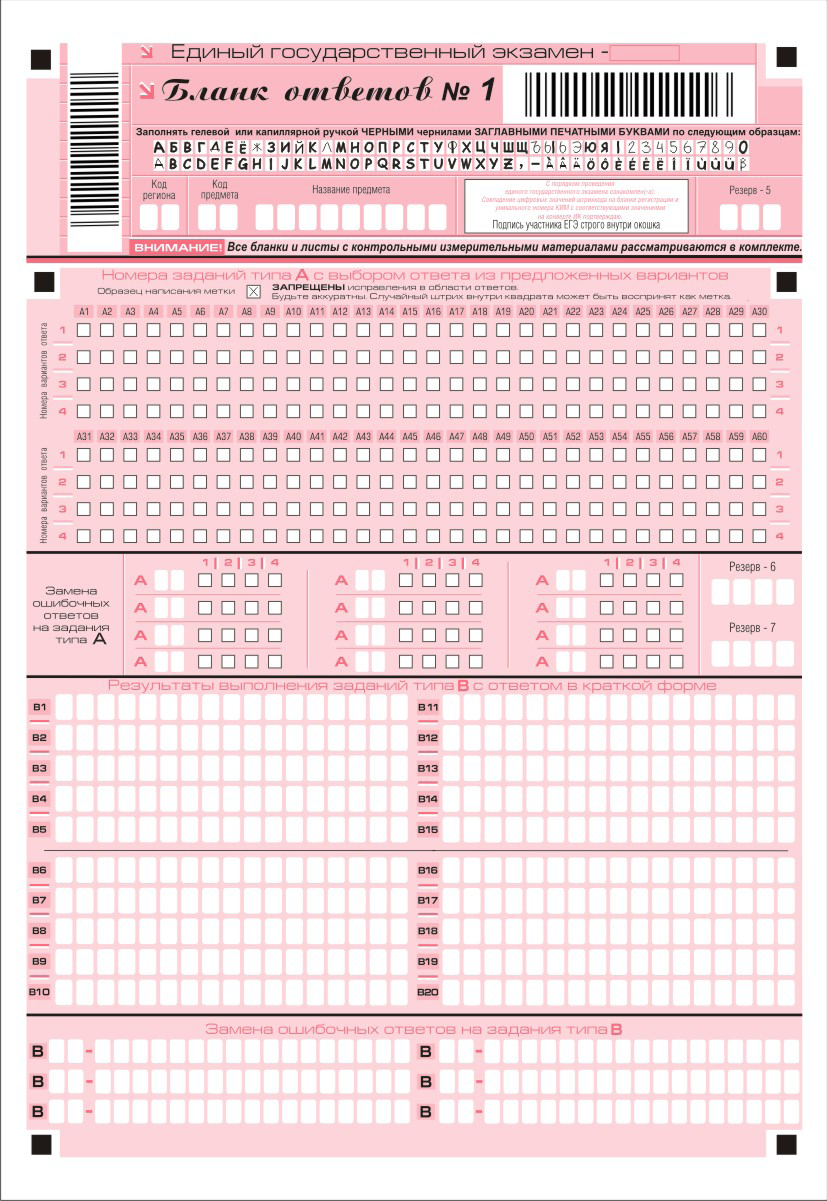

Єдиний державний екзамен (ЄДЕ, рос. ЕГЭ, Единый государственный экзамен) — загальна перевірка знань, що проводиться в закладах середньої освіти Російської Федерації, аналог Зовнішнього незалежного оцінювання в Україні.
Єдиний державний екзамен — одночасно випускний іспит зі школи та вступний іспит у виш Російської Федерації. Під час проведення іспиту на всій території Росії застосовуються однотипні завдання і єдині методи оцінювання. Під час оприлюднення результатів ЄДЕ кожен учасник отримує сертифікат, що засвідчує участь абітурієнта в ЄДЕ та містить результати перевірки його знань.
Починаючи з 2009 року ЄДЕ є єдиною формою випускних іспитів у школах і основною формою вступних іспитів до вузів. Також існує можливість повторної здачі ЄДЕ у наступні роки. ЄДЕ проводиться з російської мови, математики, іноземних мов (англійської, німецької, французької, іспанської, китайської), фізики, хімії, біології, географії, літератури, історії, суспільствознавства, інформатики.

## Запровадження
Уперше ЄДЕ провели в 2001 році в Чувашії, Марій Ел, Якутії й Самарській та Ростовській областях з восьми предметів. Наступного, 2002, року практику тестування увели вже в 16 регіонах Росії. У 2003-му ЄДЕ поширилося на 47 об’єктів федерації, а в 2004-му — на 54. У 2006 в тестуванні взяло участь 950 тис. осіб у 76 регіонах. У 2008 ЄДЕ склав понад 1 млн осіб.
Перелік предметів ЄДЕ у 2001—2008 рр. визначався кожним регіоном самостійно.